# Ардакты
Ардакты (баш. Арҙаҡты, Әрҙәкте) — хребет Южного Урала, расположенный в Бурзянском районе РБ. Название в переводе с башкирского означает — почитаемый.
Хребет Ардакты вытянут по меридиану от устья реки М.Нугуш до устья реки Бретяк (приток р. Нугуш) по Бурзянскому району.
Длина хребта 30 км, ширина — 8 км, высота — 762 м (гора Карагай-Маяк).
На хребте имеются 9 вершин высотой от 500 до 762 метров.
Северной части хребта крутые склоны, Здесь выделяется гора Маяк (757 м) с плоской вершиной.
В южной части есть 5 мелких хребтов длиной 2—6 км, высотой около 300 м. Глубина расчленённости рельефа в северной части — 300 м, центральной — 350 м, в южной части — 250 м.
Речные долины прорезают Ардакты в меридиональном и широтном направлениях, имеются глубокие замкнутые котловины.
Хребет состоит из кварцито-песчаника, алевролитов и сланцев зильмердакской свиты верхнего рифея.
Ландшафты: подножия запаного склона — широколиственные леса из дуба и липы, восточные склоны заняты берёзово-кленово-ильмовыми лесами с примесью сосны и лиственница. В центре — ильмово-липовые леса.
Южная часть хребта находится на территории заказника «Алтын Солок».